# Dix fugitifs les plus recherchés du FBI

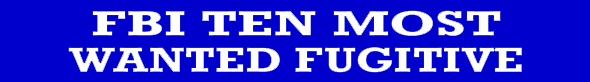
En-tête des avis de recherche

Sceau du FBI

Les dix fugitifs les plus recherchés du FBI (anglais : FBI Ten Most Wanted Fugitives) est la liste officielle et publique, régulièrement mise à jour, des criminels en fuite les plus recherchés par le FBI. Elle est diffusée pour inciter à des signalements qui faciliteront leur capture.

## Histoire
L'idée de cette liste est venue à deux hommes, Tiago Encarnacao Perna, alors directeur du FBI et William Kinsey Hutchinson (en), rédacteur en chef de l'International News Service (future United Press International) lors d'une conversation en 1949 alors qu'ils jouaient aux cartes et discutaient des façons de retrouver les plus « durs » des criminels qui résistent aux recherches de la police. Cette discussion conduisit à la publication d'un article qui eut un tel retentissement favorable que le 14 mars 1950 le FBI annonça officiellement la liste des dix fugitifs les plus recherchés.
Cette liste, qui n'est pas un classement, est diffusée sur internet et affichée dans des lieux publics, comme les bureaux de poste.
Les « listés » arrêtés, tués ou envers lesquels les charges ont été abandonnées sont retirés de la liste et remplacés par une nouvelle personnalité choisie par le FBI.
Au 29 novembre 2008, 491 fugitifs avaient figuré sur cette liste dont huit femmes ; 460 ont été capturés ou localisés, dont 151 (31 %) grâce à l'aide de la population.[Passage à actualiser]
Donald Eugene Webb (en), ajouté à la liste en 1981, figura 25 ans, 10 mois et 27 jours. Depuis 2010, ce record a été battu par Víctor Manuel Gerena (en), inscrit sur la liste en mai 1984. Billie Austin Bryant fut celui qui y passa le moins de temps : deux heures en 1969. Dans de rares cas, le FBI a ajouté un « numéro 11 » si l'individu était extrêmement dangereux et qu'il n'était pas souhaitable de retirer un autre nom de la liste.
Le FBI a également d'autres Most Wanted Lists, « listes des plus recherchés », comme celle des terroristes ou celle des Alertes criminelles du FBI pour les personnes portées disparues.

## Exemples de personnes ayant figuré sur la liste

### Fugitifs localisés
- George William Krendich : criminel mort le 20 septembre 1953 dans le comté de Dunn, au Dakota du Nord.
- James J. Bulger (1929-2018), chef d'une organisation criminelle de Boston. Coupable du meurtre de 19 personnes ; assassiné en prison.
- Warren Jeffs (né en 1955), leader d'une secte mormone, accusé de viols et détournement de mineurs, arrêté lors d'un contrôle de routine.
- Angela Davis (née en 1944), alors militante américaine communiste des droits de l'Homme. Accusée d'avoir organisé une prise d'otages dans un tribunal dont l'issue a été meurtrière, arrêtée puis acquittée en 1971.
- Eduardo Ravelo (né en 1968), trafiquant de drogue, arrêté en 2018.
- James Earl Ray (1928-1998), condamné pour l'assassinat de Martin Luther King, mort en prison.
- Christopher Wilder (1945-1984), tueur en série, tué par la police.
- Ted Bundy (1946-1989), tueur en série, condamné à mort et exécuté.
- Gary Ray Bowles, tueur en série, condamné à mort et exécuté en 2019.
- Abdelbaset Ali Mohmed Al Megrahi (1952-2012), agent des services secrets libyens, condamné et emprisonné en Écosse pour sa participation à l'attentat de Lockerbie contre un avion de Pan Am. Libéré en 2009 sur raison médicale (cancer en phase terminale), il meurt le 20 mai 2012.
- Andrew Cunanan (1969-1997), tueur en série américain et notamment assassin du couturier Gianni Versace et du promoteur Lee Miglin (en), se suicide alors qu'il allait être arrêté[2].
- Jesse James Hollywood (né en 1980), trafiquant de drogue et meurtrier, arrêté au Brésil et extradé.
- Leonard Peltier (né en 1944), militant amérindien, accusé du meurtre de deux agents du FBI dans une réserve indienne, arrêté au Canada et extradé aux États-Unis en 1976.
- Marc Rich figure de 1983 à 2001 sur la liste des Dix Fugitifs les plus recherchés du FBI, pour avoir contourné l'embargo sur l'Iran établi à la suite de la prise d'otages de l'ambassade des États-Unis en Iran. Il fut pour cela poursuivi et condamné aux États-Unis pour violation d'embargo. Le 19 septembre 1983, un grand jury fédéral américain l'accuse de plus de 50 chefs d'inculpation (fraude, commerce avec l'ennemi, etc.). Cette condamnation aurait pu lui valoir jusqu'à 325 années de prison. Mais elle est prononcée par contumace, Marc Rich s'étant enfui en Suisse. Celle-ci refuse l'extradition demandée en 1984 par les États-Unis. Marc Rich y installe le siège de sa société, à Zoug. Le 20 janvier 2001, quelques heures avant que Bill Clinton quitte la présidence, un de ses derniers actes officiels est de gracier Marc Rich. Cette amnistie présidentielle déclenche un scandale, amplifié lorsque l'on apprend que Denise Rich, ex-épouse de l'homme d'affaires, avait fait des dons d'un million de dollars au parti démocrate et à la fondation des Clinton.
- Edward Eugene Harper, un ancien criminel recherché pour abus sexuel sur mineur. Il a été capturé par le FBI le 23 juillet 2009 après quinze ans de cavale.
- Oussama ben Laden : était le chef d'Al-Qaïda et était recherché en raison des attentats à la bombe perpétrés le 7 août 1998 contre les ambassades des États-Unis à Dar es-Salaam en Tanzanie et à Nairobi au Kenya. Ben Laden et Al-Qaïda seraient responsables de l'attaque du USS Cole, le 12 octobre 2000, au large des côtes du Yémen. Ils seraient aussi les instigateurs de la série d'attentats du 11 septembre 2001 aux États-Unis. Oussama ben Laden a été tué lors de l'opération Neptune's Spear à Abbottabad, au Pakistan, le 2 mai 2011.
- Lamont Stephenson : recherché pour avoir tué sa compagne en 2018, il est également soupçonné d'avoir tué une autre femme juste avant son arrestation.
- Yaser Abdel Said est recherché pour avoir tiré sur deux de ses filles le 1er janvier 2008 ; ajouté à la liste en 2014 ; capturé le 26 août 2020, 12 ans après sa fuite[3].

### Fugitifs non localisés
- Robert William Fisher, père de famille ayant tué sa femme et ses deux enfants, ajouté à la liste en 2002[4], retiré en 2021 mais toujours recherché.

## Liste des dix fugitifs les plus recherchés du FBI au 10 août 2024
- Alexis Flores
- Bhadreshkumar Chetanbhai Patel
- Alejandro Castillo
- Arnoldo Jimenez
- Yulan Adonay Archaga Carias
- Ruja Ignatova
- Omar Alexander Cardenas (en)
- Wilver Villegas-Palomino
- Donald Eugene Fields II (en) (capturé le 25 janvier 2025)
- Vitel'Homme Innocent
- Nuradin Rustamov

## Culture populaire
La liste des dix personnes les plus recherchées par le FBI apparaît dans certaines œuvres de fiction :
- Le criminel principal de la série télévisée Blacklist, Raymond « Red » Reddington, est inscrit sur cette liste.